# Adam Paprocki (architekt)

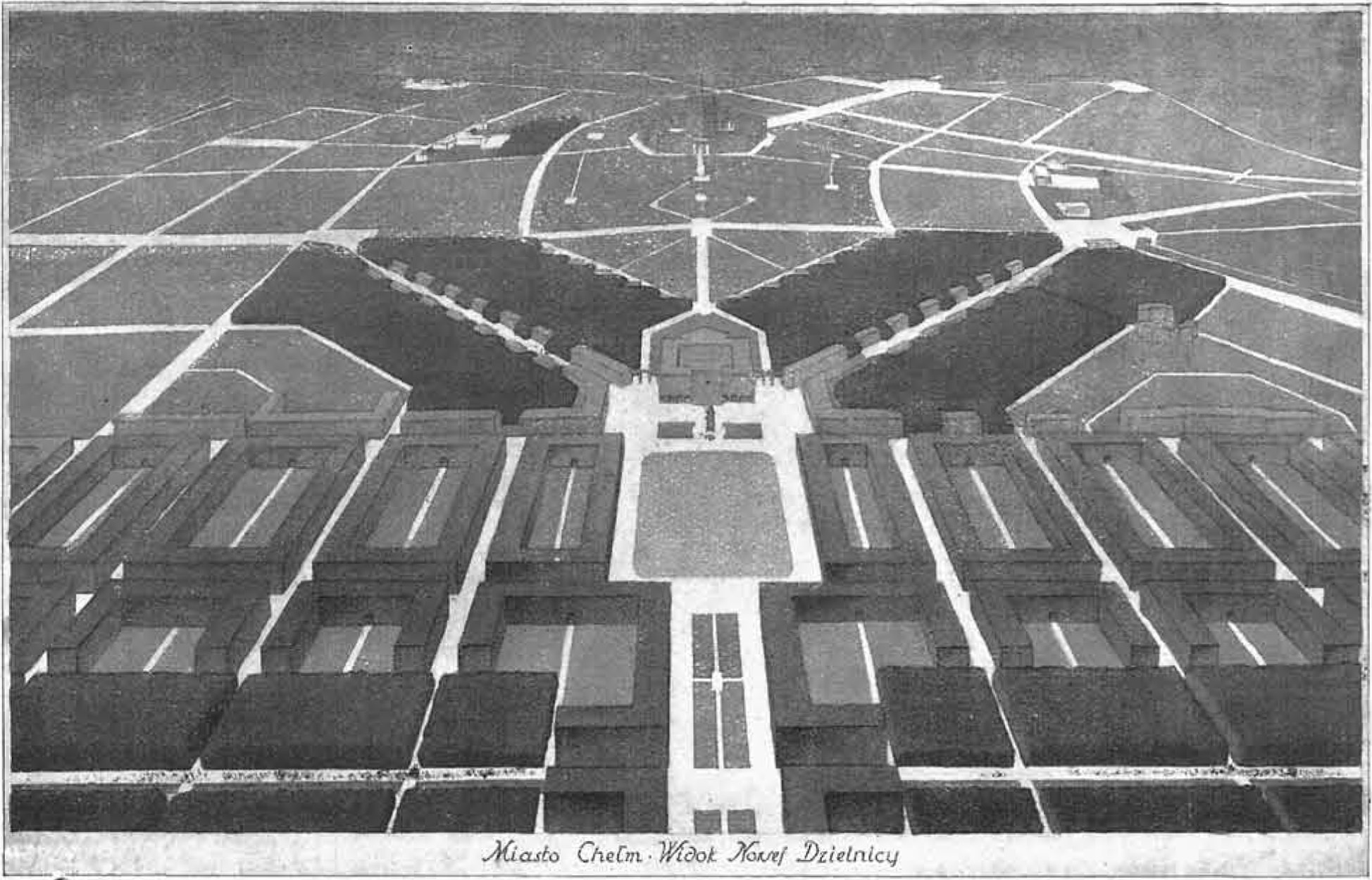
Chełm - projekt przebudowy (1926)

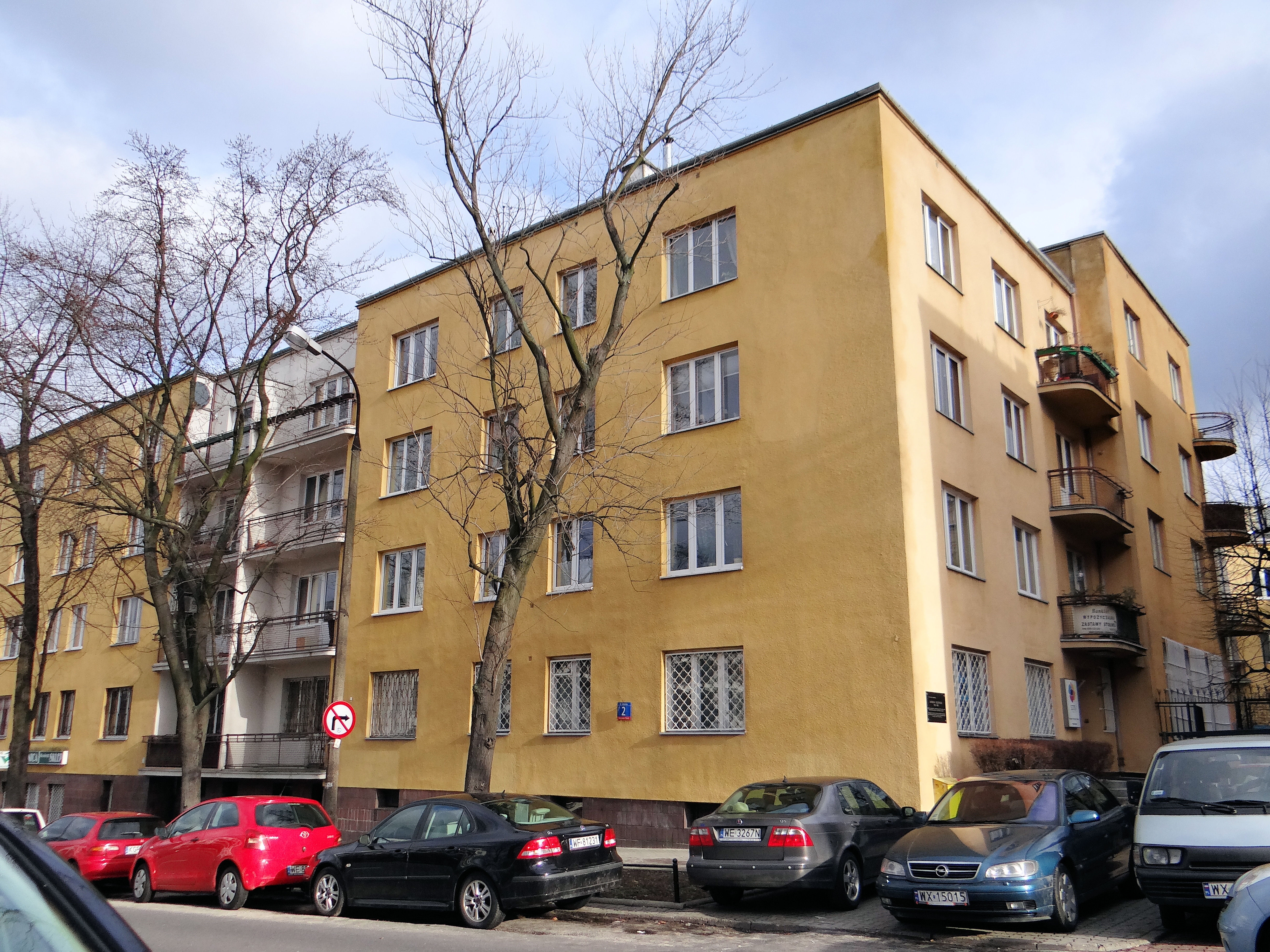
budynek przy ul. Gdańskiej 2 w Warszawie (projekt: Adam Paprocki, architekt mieszkał też w tym budynku do aresztowania przez Gestapo latem 1940)

Adam Paprocki (ur. 19 czerwca 1891 w Warszawie, zm. 14 listopada 1940 w obozie KL Mathausen-Gusen) – polski architekt i urbanista.

## Życiorys
Adam Paprocki ukończył studia architektoniczne na Politechnice Lwowskiej oraz Politechnice w Wiedniu. Był czynnym architektem i urbanistą oraz działaczem środowisk architektów. W roku 1932 funkcję prezesa Związku Stowarzyszeń Architektów Polskich (ZSAP), brał udział w 2-im Zjeździe (1931 r.), oraz 4-ym Zjeździe (1932 r.). Był także członkiem Komisji Rzeczoznawców Urbanistycznych przy Zarządzie Miejskim Warszawy, oraz Kolegium Sekretarzy Konkursowych Stowarzyszenia Architektów Rzeczypospolitej Polskiej (SARP). Pełnił także rolę rzeczoznawcy urbanistycznego Związku Miast Polskich (przed 1939). W latach 1929–31 oraz 1932-33 był też prezesem Towarzystwa Urbanistów Polskich (TUP). W latach 1936–37 był wiceprezesem SARP. W tym samym okresie był także członkiem spółdzielni Stowarzyszenia Urzędników Państwowych (SUP) i do roku 1940 mieszkańcem kamienicy swojego projektu dla SUP przy ulicy Gdańskiej 2 w Warszawie.
Aresztowany przez Gestapo latem 1940 roku. 14 sierpnia 1940, z KL Dachau trafił do KL Gusen. Rekordy obozu koncentracyjnego KL Dachau podają datę jego śmierci na dzień 14 listopada 1940. Symboliczna tablica została wmurowana w rodzinnym grobowcu w starej części cmentarza Powązkowskiego w Warszawie.

## Ważniejsze projekty i realizacje
- 1922-1926 (wg. innych źródeł: do roku 1930) – osiedle Kolonia Staszica, Filtry, Warszawa[9] (wraz z Antonim Dygatem, Romanem Felińskim, Marianem Kontkiewiczem, oraz Józefem Referowskim);
- 1925 – plan zabudowy Otwocka[10][11] (wraz z Włodzimierzem Brzozowskim)[12], oraz (niezrealizowany) projekt przebudowy zabytkowej willi-siedziby magistratu w Otwocku[10],
- 1926:
  - plan nowej (po przeniesieniu z Radomia do Chełma) siedziby Wschodniej Okręgowej Dyrekcji Kolei Państwowych (wraz z Adamem Kuncewiczem)[13],
  - projekt zabudowy miasta Łowicza[14],
  - laureat (III nagroda) konkursu na rozbudowę i regulację miasta Radomia (wraz z Jerzym Beillem; przy współpracy z Marią Buckiewicz i Leonem Suzinem)[6],
- 1929 – projekt architektoniczny Etapu Emigracyjnego na Grabówku (wraz z Adamem Kuncewiczem)[15][16],
- 1930 – projekt parcelacji i zabudowania Małego Kacka pod Gdynią (wraz z Adamem Kuncewiczem)[6],
- 1932-34 – budynek Dowództwa Korpusu Ochrony Pogranicza przy ul. T. Chałubińskiego 3b, w Warszawie (wraz z Piotrem Kwiekiem)[6][17],
- 1935:
  - plan zabudowy Otwocka powiększonego o dzielnice Soplicowo i Śródborów (wraz z Władysławem Brzozowskim)[18],
  - zespół kamienic dawnej Spółdzielni SUP w Warszawie – między ulicami Gdańską, Bieniewicką, Potocką i placem Jacka Kuronia w Warszawie (wspólny adres: Gdańska 2), obecnie: wpisany do gminnego rejestru zabytków.